# AP/AV 700
L'AP/AV 700 è un lanciagranate multiplo fisso di progettazione italiana.
L'AP/AV 700 è un lanciabombe ideato per sparare granate da fucile standard della NATO, di tipo a rastrelliera. Ha tre canne capaci di camerare cartucce da 7,62 × 51 mm NATO o 5,56 × 45 mm NATO, e le granate vengono inserite sulla volata, la quale ha un diametro esterno di 22 mm. Il tutto poggia su una solida base a treppiede.